# Mac mini
Mac mini – komputer osobisty produkowany przez Apple, wyróżniający się stosunkowo niską ceną i niewielkimi rozmiarami (19,7 x 19,7 x 3,6 cm).
Mac mini zadebiutował w styczniu 2005 jako oferta dla użytkowników komputerów typu PC, którzy chcieliby wypróbować Macintosha. Niska jak na komputer tego producenta cena, spowodowana była doborem tanich części składowych (identycznych jak w linii iBook), a także brakiem myszy, klawiatury i monitora w zestawie. Wyjątkowo mały rozmiar (16,5 x 16,5 x 5,1 cm, wymiary radia samochodowego) uzyskano przez instalację dysku twardego typowego dla laptopów (2,5 cala) i umieszczenie zasilacza poza komputerem. Pierwotnie komputer był wyposażony w procesor G4.
Mac mini w pierwszych miesiącach od wprowadzenia spotkał się z dużym zainteresowaniem mediów i użytkowników, ale też z krytyką niskiej wydajności i niewielkich możliwości rozbudowy (później pojawiły się akcesoria takie jak zewnętrzne dyski twarde i tunery TV).
Znalazł także zastosowanie jako platforma deweloperska aplikacji wbudowanych używających procesora PowerPC jako najtańszy komputer wyposażony w ten procesor z możliwością zainstalowania systemu operacyjnego GNU/Linux.
28 lutego 2006 firma Apple wypuściła na rynek nową generację komputerów Mac mini z notebookowymi procesorami Intel Core T, dwoma dodatkowymi portami USB oraz pilotem.
Nowa generacja tych komputerów była wyraźnie szybsza i nowocześniejsza niż pierwsze modele. Głównym zarzutem pod kątem nowego Mini było użycie zintegrowanej karty graficznej używającej systemowego RAM. Chipset (Intel GMA 950) znakomicie nadawał się do pracy z OS X (w przeciwieństwie do karty poprzedniego mini, obsługuje efekty Core Image) i wideo, ale był zbyt słaby, by obsłużyć najnowsze gry komputerowe.
15 czerwca 2010 firma wypuściła Mac mini unibody, który wyróżnia się jako pierwszy komputer firmy Apple z portem HDMI. Komputery te wyposażone zostały w procesor Intel Core 2 Duo oraz kartę graficzną ze zintegrowanym chipsetem Nvidia GeForce 320M.
20 lipca 2011 kolejna kolekcja komputerów Mac mini z procesorami Intel Core i5 2,3-2,5 GHz trzeciej generacji (Sandy Bridge), Intel HD Graphics 3000 288MB DDR3 SDRAM pamięci współdzielonej, AMD Radeon HD 6630M 256MB GDDR5. W 2012 roku pojawiła się aktualna seria komputerów Mac mini, także korzystających z procesorów i5 lub i7 (Ivy Bridge) oraz karty graficznej Intel HD 4000.

## Specyfikacja techniczna
| Element                              | PowerPC G4 | PowerPC G4 | Intel Core | Intel Core | Intel Core 2 | Intel Core 2                                                                          | Intel Core 2 | Intel Core 2 | Intel Core i5/i7 | Intel Core i5/i7                                                                   |
| Model                                | Mac mini (początek 2005) | Mac mini (koniec 2005) | Mac mini (początek 2006) | Mac mini (koniec 2006) | Mac mini (połowa 2007) | Mac mini (początek 2009)                                                              | Mac mini (koniec 2009) | Mac mini (połowa 2010) | Mac mini (połowa 2011) | Mac mini (początek 2012)                                                           |
| ------------------------------------ | --- | --- | --- | --- | --- | ------------------------------------------------------------------------------------- | --- | --- | --- | ---------------------------------------------------------------------------------- |
| Grafika                              | ATI Radeon 9200 z 32 MB pamięci DDR SDRAM | ATI Radeon 9200 z 32 lub 64 MB pamięci DDR SDRAM | Intel GMA 950 używająca do 64 MB (w systemie Windows uruchomionym za pomocą narzędzia Boot Camp do 224 MB) z pamięci głównej (DDR2 SDRAM).                 | Intel GMA 950 używająca do 64 MB (w systemie Windows uruchomionym za pomocą narzędzia Boot Camp do 224 MB) z pamięci głównej (DDR2 SDRAM).                 | Intel GMA 950 używająca do 64 MB (w systemie Windows uruchomionym za pomocą narzędzia Boot Camp do 224 MB) z pamięci głównej (DDR2 SDRAM).                 | Nvidia GeForce 9400M używająca 128MB lub 256MB współdzielonej pamięci DDR3 SDRAM.     | Nvidia GeForce 9400M używająca 256MB współdzielonej pamięci DDR3 SDRAM.                                                            | Nvidia GeForce 320M używająca 256MB współdzielonej pamięci DDDR3 SDRAM.                                                                 | Intel HD Graphics używająca 288MB z pamięci głównej (DDR3 SDRAM) w modelu 2.3 GHz lub ATI Radeon HD 6630M używająca 256MB współdzielonej pamięci GDDR5 SDRAM w modelu 2.5 GHz. | Intel HD Graphics 4000 używająca 1024MB z pamięci głównej (przy 16GB pamięci DDR3) |
| Dysk twardy                          | 40 GB lub 80 GB Ultra ATA/100, 4200 rpm | 40 GB lub 80 GB Ultra ATA/100, 5200 rpm | 60 GB, 80 GB Opcjonalnie 100 GB lub 120 GB, 5400 rpm. | 60 GB, 80 GB Opcjonalnie 100 GB, 120 GB lub 160 GB, 5400 rpm.                                                                                              | 80 GB lub 120 GB Opcjonalnie 160 GB, 5400 rpm. | 120GB lub 320GB 5400rpm Opcjonalnie 250GB, 5400 rpm.                                  | 160GB lub 320GB 5400rpm Opcjonalnie 500GB 2x 500GB dla modelu serwerowego                                                          | 320GB 5400rpm Opcjonalnie 500GB 2x 500GB 7200rpm dla modelu serwerowego                                                                 | 500GB 5400rpm Opcjonalnie 750GB 2x 500GB 7200rpm dla modelu serwerowego | 500GB 5400rpm Dysk SSD Opcjonalnie dysk SSD 120 GB lub 512 GB                      |
| Procesor                             | 1.25 GHz lub 1.42 GHz PowerPC G4 (7447A) | 1.33 GHz lub 1.5 GHz PowerPC G4 (7447A) | 1.5 GHz Intel Core Solo lub 1.66 GHz Intel Core Duo (T1300/T2300)                                                                                          | 1.66 GHz lub 1.83 GHz Intel Core Duo (T2300/T2400) | 1.83 GHz lub 2.0 GHz Intel Core 2 Duo (T5600/T7200) | 2.0 GHz Intel Core 2 Duo (P7350), Opcjonalnie 2.26 GHz (P8400)                        | 2.26 GHz (P7550) lub 2.53 GHz (P8700) Intel Core 2 Duo Opcjonalnie 2.66 GHz (P8800) Intel Core 2 Duo                               | 2.4 GHz (P8600) Intel Core 2 Duo Opcjonalnie 2.66 GHz (P8800) Intel Core 2 Duo 2.66 GHz (P8800) Intel Core 2 Duo dla modelu serwerowego | 2.3 GHz (2415M) lub 2.5 GHz (2520M) Intel Core i5 Opcjonalnie 2.7 GHz (2620M) Intel Core i7 2.0 GHz (2635QM) Intel Core i7 dla modelu serwerowego                              | 2.6 GHz (3210m) Intel Core i5 Opcjonalnie 2.3 GHz (3615QM) Intel Core i7           |
| Pamięć                               | 256 MB lub 512 MB PC-2700 DDR SDRAM max. 1 GB | 512 MB PC-2700 DDR SDRAM max. 1 GB | 512 MB (2x256 MB) PC2-5300 DDR2 SO-DIMM SDRAM max. 2 GB | 512 MB (2x256 MB) PC2-5300 DDR2 SO-DIMM SDRAM max. 2 GB | 1GB (2x512MB) PC2-5300 DDR2 SO-DIMM SDRAM max. 4 GB (3.25GB jest używane)                                                                                  | 1GB lub 2GB (2x1GB) pamięci 1066MHz DDR3 SDRAM Rozszerzalne do 4GB                    | 2GB (2x1GB) lub 4 GB (2x2GB) pamięci 1066MHz DDR3 SDRAM Rozszerzalne do 8GB                                                        | 2GB (2x1GB) pamięci 1066MHz DDR3 SDRAM 4 GB (2x2GB) pamięci 1066MHz DDR3 SDRAM dla modelu serwerowego Rozszerzalne do 8GB               | 2GB (2x1GB) pamięci 1.3 GHz DDR3 SDRAM 4 GB (2x2GB) pamięci 1.3 GHz DDR3 SDRAM dla modelu serwerowego Rozszerzalne do 8GB                                                      | 4GB (2x2GB) pamięci 1.6 GHz DDR3 SDRAM Rozszerzalne do 16GB                        |
| AirPort Extreme (WiFi)               | Opcjonalny lub wbudowany 802.11b/g | Opcjonalny lub wbudowany 802.11b/g | Wbudowany 802.11b/g | Wbudowany 802.11b/g | Wbudowany 802.11b/g | Wbudowany 802.11a/b/g i draft-n                                                       | Wbudowany 802.11a/b/g/n | Wbudowany 802.11a/b/g/n | Wbudowany 802.11a/b/g/n | Wbudowany 802.11a/b/g/n                                                            |
| Napęd optyczny                       | odczyt: 8x DVD, 24x CD zapis: 24x CD-R i 16x CD-RW, 8x odczyt DVD±R (napęd combo) lub 8x odczyt DVD±R, zapis: 8x DVD±R, 4x DVD±RW, 2.4x DVD±R, 24x CD-R, 16x CD-RW (napęd SuperDrive) | odczyt: 8x DVD, 24x CD, zapis: 24x CD-R, 16x CD-RW (napęd combo) lub odczyt: 8x DVD±R, 24x CD, zapis: 4x DVD±R, 2x DVD±RW, 16x CD-R, 8x CD-RW (SuperDrive) | odczyt: 8x DVD, 24x CD, zapis: 24x CD-R, 16x CD-RW (napęd combo) lub odczyt: 8x DVD±R, 24x CD, zapis: 4x DVD±R, 2x DVD±RW, 16x CD-R, 8x CD-RW (SuperDrive) | odczyt: 8x DVD, 24x CD, zapis: 24x CD-R, 16x CD-RW (napęd combo) lub odczyt: 8x DVD±R, 24x CD, zapis: 4x DVD±R, 2x DVD±RW, 16x CD-R, 8x CD-RW (SuperDrive) | odczyt: 8x DVD, 24x CD, zapis: 24x CD-R, 16x CD-RW (napęd combo) lub odczyt: 8x DVD±R, 24x CD, zapis: 4x DVD±R, 2x DVD±RW, 16x CD-R, 8x CD-RW (SuperDrive) | odczyt: 8x DVD±R, 24x CD, zapis: 4x DVD±R, 2x DVD±RW, 16x CD-R, 8x CD-RW (SuperDrive) | odczyt: 8x DVD±R, 24x CD, zapis: 6x DVD±R-DL, 8x DVD±R, 6x DVD-RW, 8x DVD+RW, 24x CD-R/CD-RW (SuperDrive) Brak w modelu serwerowym | odczyt: 8x DVD±R, 24x CD, zapis: 6x DVD±R-DL, 8x DVD±R, 6x DVD-RW, 8x DVD+RW, 24x CD-R/CD-RW (SuperDrive) Brak w modelu serwerowym      | brak | brak                                                                               |
| Minimalny wymagany system operacyjny | Mac OS X Panther 10.3.7 | Mac OS X Tiger 10.4.2 | Mac OS X Tiger 10.4.5 | Mac OS X Tiger 10.4.7 | Mac OS X Tiger 10.4.10, Mac OS X 10.5 Leopard | Mac OS X Leopard 10.5.6                                                               | Mac OS X Snow Leopard 10.6.1 lub Mac OS X Server v10.6.1 (model serwerowy)                                                         | Mac OS X Snow Leopard 10.6.3 lub Mac OS X Server v10.6.3 (model serwerowy)                                                              | Mac OS X Lion 10.7 lub Mac OS X Server v10.7 (model serwerowy) | Mac OS X Mountain Lion                                                             |
| Waga                                 | 2.9 funta / 1.32 kg | 2.9 funta / 1.32 kg | 2.9 funta / 1.32 kg | 2.9 funta / 1.32 kg | 2.9 funta / 1.32 kg | 2.9 funta / 1.32 kg                                                                   | 2.9 funta / 1.32 kg | 3.0 funta / 1.37 kg 2.8 funta / 1.29 kg                                                                                                 | 2.5 funta / 1.22 kg |                                                                                    |
| Wymiary                              | 2 x 6.5 x 6.5 cala / 50.8 x 165.1 x 165.1 mm | 2 x 6.5 x 6.5 cala / 50.8 x 165.1 x 165.1 mm | 2 x 6.5 x 6.5 cala / 50.8 x 165.1 x 165.1 mm | 2 x 6.5 x 6.5 cala / 50.8 x 165.1 x 165.1 mm | 2 x 6.5 x 6.5 cala / 50.8 x 165.1 x 165.1 mm | 2 x 6.5 x 6.5 cala / 50.8 x 165.1 x 165.1 mm                                          | 2 x 6.5 x 6.5 cala / 50.8 x 165.1 x 165.1 mm                                                                                       | 1.4 x 7.7 x 7.7 cala / 36 x 197 x 197 mm                                                                                                | 1.4 x 7.7 x 7.7 cala / 36 x 197 x 197 mm |                                                                                    |

## Mac mini G4

### styczeń 2005 – lipiec 2005
11 stycznia 2005 roku na MacWorld Expo w San Francisco przedstawiono dwa modele:
- Słabszy, o procesorze PowerPC G4 1.25 GHz, 256 MB pamięci PC-2100 SDRAM i 40 GB dysku twardym. Cena: $499 [Model # M9686LL/A]
- Mocniejszy o procesorze PowerPC G4 1.42 GHz, 256 MB pamięci PC-2100 SDRAM, oraz 80 GB dysku twardym. Cena: $599 [Model # M9687LL/A]

Każdy model miał:
- Napęd szczelinowy Combo (CD-RW/DVD-ROM)
- Kartę graficzną ATi Radeon 9200 z wyjściem DVI (w komplecie przejściówka do VGA) oraz 32 MB pamięci własnej
- Dwa porty USB i jeden FireWire 400
- Wbudowany port 10/100 Ethernet oraz V.92 56 kbit/s modem
- Wbudowany głosnik, wyjście słuchawkowe i wyjście liniowe minijack

Opcjonalne elementy (na zamówienie):
- SuperDrive
- Maksymalnie 1 GB pamięci RAM (Mac mini G4 miał jeden slot DIMM)
- Przejściówka DVI→S-Video/Wyjście kompozytowe
- Dodatkowe karty Airport Extreme (WiFi) oraz Bluetooth

### lipiec 2005 – październik 2005
26 lipca 2005 roku nieznacznie poprawiono powyższe modele. Najważniejszą zmianą było zwiększenie pamięci RAM z 256 MB PC-2100 do 512 MB PC-2700 (lub PC-3200 pracującej z prędkością PC-2700) SDRAM. 256 MB nie wystarczało dla systemu i jego aplikacji.
- 1.25 GHz (M9686LL/B za $499)
- 1.42 GHz (M9687LL/B za $599)

Usunięto z modelu 1.42 GHz wbudowany modem, jednakże był dostępny jako opcja (na zamówienie).
Dodatkowo wprowadzono high-endowy model:
- Model 1.42 GHz mógł być zakupiony z napędem szczelinowym SuperDrive za $699 (M9971LL/B)

### październik 2005 – luty 2006
Mac mini został "cicho" uaktualniony w październiku:
- Procesor 1.33 GHz (z 1.25 GHz); 1.5 GHz(1.42 GHz)
- Dysk 80 GB Seagate Momentus 5400.2 ST9808211A (5400 rpm, 8 MB cache)
- SuperDrive (MATSHITA DVD-R UJ-845) obsługuje nagrywanie DVD+R DL i nieoficjalnie obsługuje DVD-RAM
- Połączono moduły Airport i Bluetooth

Numer seryjny oraz nalepka ze specyfikacją nie uwzględniają powyższej aktualizacji. Na przykład na nalepce modelu 1.5 GHz widniało 1.42 GHz. Również pudełko nie wskazywało na aktualizację.
Apple nie poprawiło również specyfikacji na swojej stronie internetowej.

## Mac mini Core

### luty 2006 – wrzesień 2006
Dwa nowe modele oparte na procesorze Intel zostały przedstawione 28 lutego 2006 roku. Zastąpiły one starszą linię, opartą na procesorze G4:
- Procesor Intel Core Solo 1.5 GHz (T1200), 60 GB dysk twardy SATA oraz napęd Combo (DVD-ROM/CD-RW). Cena: $599 (MA205LL/A).
- Procesor Intel Core Duo 1.66 GHz Intel Core Duo (T2300), 80 GB dysk twardy SATA i SuperDrive (DVD+R DL/DVD±RW/CD-RW). Cena: $799 (MA206LL/A). SuperDrive to MATSHITA DVD-R UJ-846.

W obu modelach znajdują się:
- 512 MB pamięci RAM PC2-5300 DDR2 SDRAM, w 2 slotach SO-DIMM (200 pinów) (rozszerzalne do 2 GB).
- Zintegrowana grafika Intel GMA950, która zużywa maksymalnie 80 MB z głównej pamięci RAM (128 MB w Windows XP z firmware 1.0 lub nowszym)
- Cztery porty USB
- Jeden port Firewire 400
- Zintegrowane analogowe oraz cyfrowe (optyczne) wyjście/wejście audio
- Wyjście DVI (lub VGA przy użyciu dołączonej przejściówki)
- 10/100/1000BASE-T (Gigabit) Ethernet
- Wbudowany AirPort Extreme (WiFi) (802.11g) i Bluetooth wersja 2.0+EDR
- Apple Remote (pilot zdalnego sterowania) i Front Row

### wrzesień 2006 – sierpień 2007
6 września 2006 roku Apple zmieniło procesor modelu za 599 dolarów z Intel Core Solo 1.5 GHz na Intel Core Duo T2300 1.66 GHz [MA607LL/A] oraz modelu za $799 z Core Duo T2300 (1.66 GHz) na T2400 1.83 GHz [MA608LL/A]. Odtąd wszystkie nowe Maki mają wielordzeniowe procesory.

## Mac mini Core 2

### Sierpień 2007
7 sierpnia 2007 roku Mac mini został odświeżony sprzętowo oraz programowo:
- Procesor Intel Core 2 Duo pracujące z częstotliwością 1.83 (T5600) lub 2.0 (T7200) GHz
- 1 GB (maksymalnie 2 GB) pamięci DDR2 SDRAM (PC-5300) w dwóch bankach SO-DIMM
- 80 lub 120 GB dysk twardy SATA (5400 rpm), opcjonalnie 160 GB
- iLife '08

### Listopad 2007
- Nowy Mac OS X v10.5 Leopard

Odświeżony Mac mini nie obsługuje standardu IEEE 802.11n. Jest obecnie jedynym komputerem Apple, który nie oferuje najnowszego proponowanego standardu Wi-Fi. Mac mini używa starszej szyny FSB (667 MHz) oraz chipsetu 945GM, przez co niemożliwe jest użycie szyny FSB 800 MHz oraz chipsetu X3100 zastosowanego w nowych MacBookach oraz MacBookach Pro z procesorami Core 2 Duo.

### Marzec 2009
3 marca, po 19 miesiącach, Mac mini został odświeżony sprzętowo:
- Nowy procesor Intel Core 2 Duo (2.0 GHz lub 2.26 GHz na zamówienie).
- 1 GB (w jednej kości) pamięci RAM w modelu podstawowym lub 2 GB (w dwóch kościach) pamięci DDR3 SDRAM w dwóch slotach SO-DIMM, rozszerzalne do 4 GB
- 120 lub 320 GB dysk twardy (5400 rpm), jako opcja 250 GB w modelu podstawowym
- Grafika nVidia GeForce 9400M z 128 lub 256 MB współdzielonej pamięci (przy 1 GB - 128 MB, przy 2 GB lub więcej - 256 MB)
- Combo w wersji podstawowej zostało zastąpione napędem SuperDrive (DVD-RW); napęd ten jest podłączony przez złącze SATA
- Port FireWire 400 został zastąpiony przez FireWire 800
- Dodano piąty port USB
- Port DVI został zastąpiony przez mini-DVI, został dodany również port mini Display Port; oba porty mogą być używane naraz np. do podłączenia monitorów Apple LED Cinema Display 24" (1920x1200) oraz Apple HD Cinema Display 30" (2560x1600) za pomocą przejściówek mini-DVI/DVI i mini Display Port/Dual-link DVI
- Pilot Apple Remote nie jest dołączany, aczkolwiek jest dostępny
- Zaktualizowany firmware pozwala na zdalną instalację Mac OS X

### październik 2009
20 października, po 7 miesiącach wprowadzono następujące zmiany:
- Uaktualniony procesor (2.26, 2.53 lub 2.66 GHz)
- 2GB RAM w podstawowym modelu, 4GB w wyższych
- Pojemności dysków twardych – 160GB, 320GB lub 500GB
- Nowy model serwerowy wyposażony w procesor 2.53GHz, 4GB RAM, zmodyfikowaną obudowę niezawierającą napędu optycznego, dwa dyski twarde 500GB oraz system operacyjny Mac OS X Server 10.6

### czerwiec 2010
15 czerwca został wydany nowy Mac mini posiadający:
- Nowy wygląd dopasowany do reszty produktów Apple
- Obudowę o zmienionych wymiarach wykonaną w technologii Unibody
- Wbudowany zasilacz
- Port mini-DVI zamieniony na HDMI
- Zmienioną kartę graficzną - GeForce 320M
- Uaktualniony procesor oraz dysk twardy

## Mac mini i5/i7

### lipiec 2011
Ostatnie zmiany nastąpiły 20 lipca 2011. Były to:
- Brak napędu optycznego
- Dwurdzeniowy Intel Core i5 2.3 oraz 2.5 GHz oraz dwurdzeniowy i7 2.7 GHz. W modelu serwerowym czterordzeniowy Intel Core i7 2.0 GHz
- Zmiana karty graficznej na ATI Radeon HD 6630M
- Port mini Display Port zamieniony na Thunderbolt
- Uaktualniony dysk twardy
- System OS X Lion

### październik 2012
23 października 2012 Mac mini został ponownie zaktualizowany:
- USB 3.0 w standardzie
- OS X Mountain Lion
- Dwurdzeniowy Intel Core i5 2.5 GHz oraz czterordzeniowy Intel Core i7 2.3 GHz (opcjonalnie 2.6 GHz, Core i7 standardowo w modelu serwerowym)
- Dysk twardy 500 GB oraz 1 TB (dysk twardy lub hybrydowy), lub 256 GB SSD (w modelu serwerowym 2 TB (2 x 1 TB) oraz 256 lub 512 GB (2 x 256 GB) SSD)
- Grafika Intel HD Graphics 4000
- Możliwość rozbudowy do 16 GB RAMu

## Kino domowe
Niewielkie wymiary, napęd CD/DVD, wieloformatowe wyjście wideo, cyfrowe (optyczne) oraz analogowe wyjście audio oraz pilot zdalnego sterowania (w starszych modelach) tworzą Maka mini bardzo dobrym elementem kina domowego.
Może być klasyfikowany jako Media PC, jednak z paroma ograniczeniami: Mac mini nie ma wbudowanego tunera TV i nie można go dokupić (jako wewnętrzny element). Jednakże zewnętrzne urządzenia, takie jak np. Elgato HD HomeRun rekompensują tę stratę.
Wyjście wideo jest kompatybilne z DVI, HDMI, SVGA, S-Video, composite video oraz component video przy użyciu odpowiednich przejściówek. Dźwięk może być przesyłany cyfrowo bądź analogowo (połączone wyjście analogowe i optyczne TOSLINK w złączu mini-jack).
Mac mini rywalizuje z Apple TV: również ma iTunes (wypożyczanie, kupowanie i zarządzanie mediami) i podobny interfejs (Front Row). Apple TV jest jednak ograniczone do formatów video mp4, a użytkownicy Maka mini mogą oglądać filmy również w wielu innych formatach, takich jak DivX, XviD i innych. W przeciwieństwie do Maka mini, Apple TV ma złącze komponentowe (Mac Mini wymaga odpowiedniej przejściówki).